# Werenfried van Straaten
(Philip) Werenfried van Straaten OPraem (17. ledna, 1913, Mijdrecht, Nizozemsko – 31. ledna 2003, Bad Soden, Německo), známý jako Špekpáter, byl premonstrátský kněz, který založil a postupně vybudoval mezinárodní charitativní organizaci Církev v nouzi.
Impulsem pro její vznik byla pomoc Němcům vyhnaným po 2. světové válce ze střední a východní Evropy, později se zaměřila na pomoc církvím potlačovaným komunistickými režimy. Díky neúnavné činnosti van Straatena rozšiřovala své aktivity z Evropy na další kontinenty. V současnosti ročně podporuje kolem 5000 projektů náboženských aktivit v mnoha zemích po celém světě.

## Mládí, vstup do řádu
Původní křestní jméno van Straatena znělo Philip, byl druhým ze čtyř dětí. Původně se chtěl stát učitelem a v roce 1932 se zapsal na univerzitu v nizozemském Utrechtu.
Cítil však duchovní povolání, a tak se hlásil do řádu kapucínů, neboť obdivoval jeho chudobu a prostotu. Přijímající lékař mu však řekl, že pokud by oslaben tuberkulózou žil podle přísných pravidel řádu, bude do tří měsíců mrtev. Vstup do řádu mu proto nepovolil, což van Straatena zcela zdeptalo.

 
Téhož roku vstoupil v belgickém klášteře Tongerlo v blízkosti Antverp do premonstrátského řádu, přičemž přijal jméno Werenfried (Bojovník za mír). Kvůli tuberkulóze však jeho zdraví zůstávalo stále příliš křehké na to, aby převzal povinnosti kněze, opat však souhlasil s tím, aby se stal jeho sekretářem.

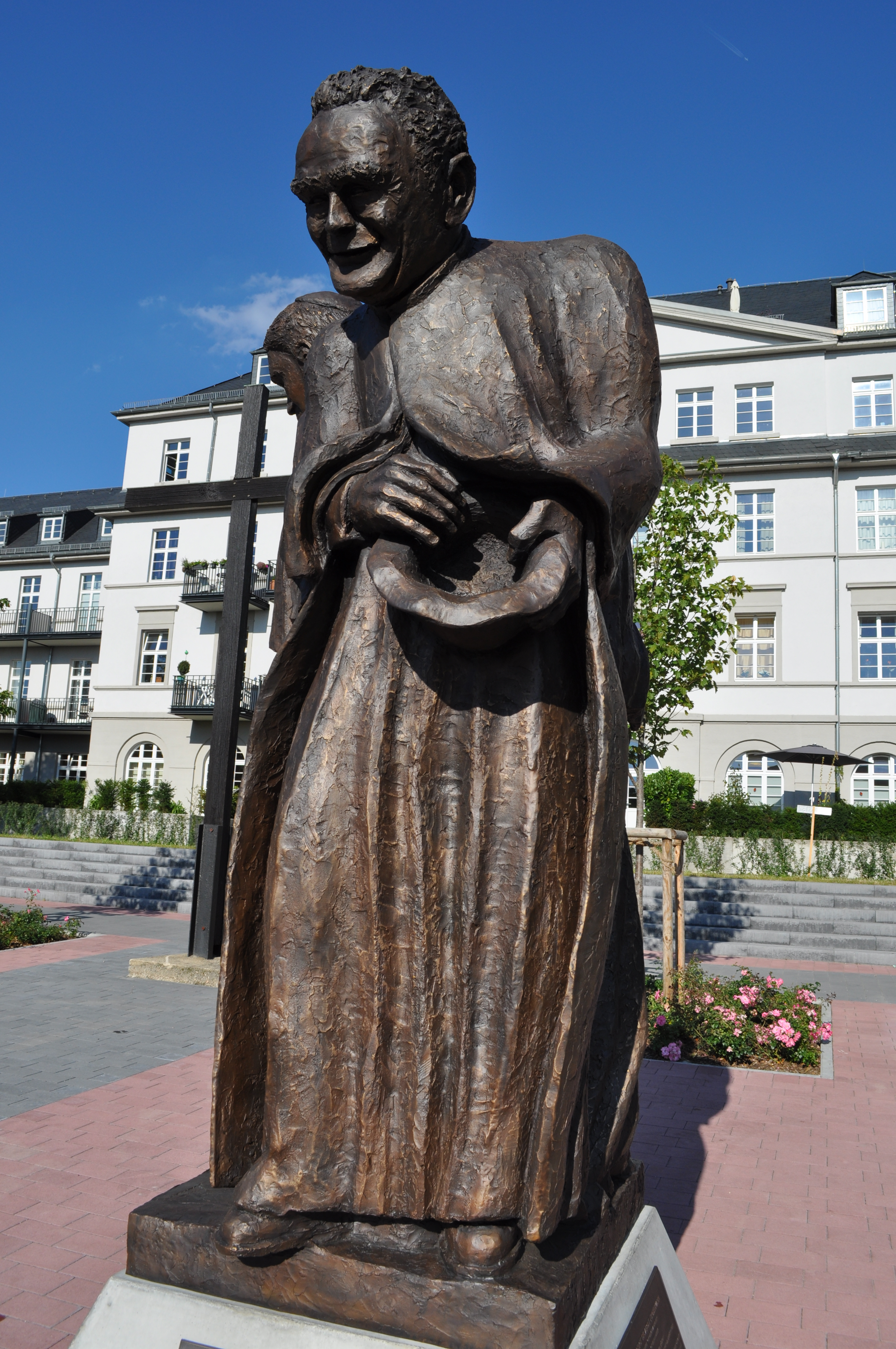
Pomník „Špekpátera“ v Königsteinu

## Církev v nouzi
Van Straaten v klášteře založil časopis. Na Vánoce 1947 v něm zveřejnil článek, který změnil jeho život. Jednalo se o výzvu věřícím k pomoci 14 milionům Němců, kteří byli po 2. světové válce vyhnáni ze svých domovů ve střední a východní Evropě a z nichž 6 milionů bylo římskokatolického vyznání.
Mnoho z nich pobývalo v táborech, zbudovaných často jako původně válečné koncentrační tábory, malá část z nich žila také v Nizozemsku a Belgii. Obecně trpěli podvýživou a nedostatkem lékařské péče. Odezva na van Straatenovu výzvu byla nečekaně silná.
Svou přezdívku „Špekpáter" (něm. Speckpater, angl. Bacon Priest) získal již v této době díky svým apelům na vlámské sedláky, aby německým uprchlíkům – tedy dřívějším nepřátelům - věnovali jídlo: podařilo se mu při tom od nich získat mj. několik tun slaniny.
Jeho práce vyústila v založení organizace Církev v nouzi (něm. Kirche in Not, angl. Aid to the Church in Need), která sídlí v německém městě Königstein im Taunus. V době studené války pokračoval v podpoře církve za železnou oponou. Původně tak byl součástí názvu ještě dovětek Pomoc východnímu kněžstvu (něm. Ostpriesterhilfe).
V roce 1953 založil tzv. mezinárodní stavební řád (IBO - Internationaler Bauorden), který motivoval studenty k pomoci při výstavbě domů uprchlíkům, tehdy především vyhnancům z východu bývalého Německa. Později se rozšířil do dalších zemí, kde pořádá dvou- až třítýdenní workcampy především pro mladé dospělé.

## Riskantní cesty do zahraničí
Vybaven falešným pasem a v přestrojení, podnikal van Straaten cesty na tajné schůzky do zemí komunistického bloku. Nebál se nebezpečí. Když se v říjnu 1956 z Budapešti nakrátko stáhla sovětská vojska, ihned tam vyrazil. Poprvé se tam tehdy setkal s vězněným maďarským arcibiskupem Józsefem Mindszentym, který na něj velmi zapůsobil.
V roce 1962 jej papež Jan XXIII. požádal o rozšíření jeho práce do Latinské Ameriky. V roce 1972 jej Vatikán dále vyslal do Burundi, zmítaného boji mezi Tutsii a Hutuy. Po příletu sem byl zatčen. Po jedné noci se mu podařilo uprchnout, skrýt se na nunciatuře a po několika dnech se dostat ze země.
Jeho největším příznivcem na papežském stolci se stal Jan Pavel II., který mu byl blízký svým antikomunismem. Když byl Karol Wojtyła ještě krakovským arcibiskupem, stavěl se na odpor komunistickým úřadům při stavbě kostela ve městě Nowa Huta. Zastánci stavby měsíce prováděli stavební práce po nocích, zatímco komunistické úřady výsledky jejich snah přes den ničily. Kostel byl nakonec dostavěn a komunisty s odporem akceptován. Stavební materiály už tehdy platila Církev v nouzi.
Van Straaten odsuzoval „velké kacířství komunismu“, ale neváhal také ostře kritizovat Západ za to, že fakticky propadá „ateismu materialismu“. Společnost, která nemá úctu k nejslabším a nejchudším a která dokonce zabíjí milióny dětí interrupcemi, je podle něj v nebezpečí zatracení.
Po celý život horlivě pracoval a ještě když mu bylo přes 80 let, dvakrát cestoval do Ruska. Po pádu sovětského režimu prosazoval pomoc ruské ortodoxní církvi. Způsobil tím pozdvižení mezi příznivci nadace. Ani někteří ruští představitelé církve nepřijímali pomoc bez problémů, protože se domnívali, že může jít o plán Vatikánu, jak podkopat moc pravoslavné církve.
Van Straaten zemřel v Německu krátce po svých 90. narozeninách.

## Citáty
| „                         | Lidé jsou lepší, než si myslíme, a také Bůh je lepší, než si myslíme. | “ |
| — Werenfried van Straaten |                                                                       |   |

## Dílo
- van STRAATEN, Werenfried: They Call Me The Bacon Priest, New City Press, Belgium, 1961
- van STRAATEN, Werenfried: Where God Weeps, Ignatius Press, San Francisco, 1989